# Wieso tust du dir das an?
Wieso tust du dir das an? ist ein Lied des deutschsprachigen Rappers und Sängers Apache 207, das am 18. Oktober 2019 als dritte Single-Auskopplung seiner Debüt-EP Platte veröffentlicht wurde. Der Song wurde Apache 207s zweiter Nummer-eins-Hit in Deutschland.

## Inhalt
Inhaltlich geht es um das Leid einer Frau, die von ihrem Mann vernachlässigt oder sogar betrogen wird. Trotzdem erträgt sie die Schmerzen dieser Beziehung und traut sich nicht, die Beziehung zu beenden.
In dem ersten Part wird die Situation, in der sich die Frau befindet, beschrieben. In der Hook fragt sich Apache schließlich, warum sie sich das antut. Im zweiten Part tritt Apache als lyrisches Ich auf in der Rolle des Mannes, welcher der Grund für das Leiden der Frau ist.

## Kommerzieller Erfolg
Wieso tust du dir das an? konnte sich in der 43. Kalenderwoche des Jahres 2019 auf der Spitzenposition der deutschen Singlecharts platzieren. Für Apache 207 ist dies der zweite Nummer-eins-Hit in Deutschland. Der Song verblieb für 26 Wochen in den deutschen Charts. In Österreich und in der Schweiz konnte sich die Single auf Rang 4 platzieren.
| ChartsChartplatzierungen | Höchstplatzierung | Wochen |
| ------------------------ | ----------------- | ------ |
| Deutschland (GfK)        | 1 (26 Wo.)        | 26     |
| Österreich (Ö3)          | 4 (17 Wo.)        | 17     |
| Schweiz (IFPI)           | 4 (13 Wo.)        | 13     |

| ChartsJahrescharts (2019) | Platzierung |
| ------------------------- | ----------- |
| Deutschland (GfK)         | 43          |
| Österreich (Ö3)           | 61          |

| ChartsJahrescharts (2020) | Platzierung |
| ------------------------- | ----------- |
| Deutschland (GfK)         | 53          |

## Auszeichnungen für Musikverkäufe
In Deutschland wurde der Song im Jahr 2020 mit einer Goldenen Schallplatte ausgezeichnet, bevor er noch im selben Jahr Platin erreichte. 2023 wurde der Song mit Dreifach-Gold ausgezeichnet. Mit über 600.000 verkauften Einheiten gehört Wieso tust du dir das an?  zu den meistverkauften Rapsongs in Deutschland.
In Österreich wurde der Song im Jahr 2020 ebenfalls mit einer Goldenen Schallplatte ausgezeichnet. 2022 erreichte Wieso tust du dir das an?  Platinstatus.
| Land/Region        | Auszeichnungen für Musikverkäufe (Land/Region, Auszeichnung, Verkäufe) | Verkäufe |
| ------------------ | ---------------------------------------------------------------------- | -------- |
| Deutschland (BVMI) | 3× Gold                                                                | 600.000  |
| Österreich (IFPI)  | Platin                                                                 | 30.000   |
| Schweiz (IFPI)     | Platin                                                                 | 20.000   |
| Insgesamt          | 1× Gold · 3× Platin ·                                                  | 650.000  |